# Gran Premio de Checoslovaquia de Motociclismo de 1974
El Gran Premio de Checoslovaquia de Motociclismo de 1974 fue la décima prueba de la temporada 1974 del Campeonato Mundial de Motociclismo. El Gran Premio se disputó el 25 de agosto de 1974 en el Circuito de Brno.

## Resultados 500cc
En la categoría reina, se esperaba mucho de Giacomo Agostini, que reaparecía después del accidente sufrido en el Gran Premio de Suecia donde se rompió la clavícula. Pero una mala salida lo dejó anclado en el centro del pelotón y dio vía libre para que Phil Read se llevase la victoria y, con ello también el título Mundial del medio litro.
| Pos.    | Piloto              | Equipo          | Tiempo      | Pts. |
| ------- | ------------------- | --------------- | ----------- | ---- |
| 1       | Phil Read           | MV Agusta       | 55' 16" 8   | 15   |
| 2       | Gianfranco Bonera   | MV Agusta       | +0" 8       | 12   |
| 3       | Teuvo Länsivuori    | Yamaha          | +10" 6      | 10   |
| 4       | Barry Sheene        | Suzuki          | +1' 30" 5   | 8    |
| 5       | Dieter Braun        | Yamaha          | +1' 57" 4   | 6    |
| 6       | Giacomo Agostini    | Yamaha          | +2' 17" 7   | 5    |
| 7       | Jack Findlay        | Suzuki          | +2' 27" 7   | 4    |
| 8       | Michel Rougerie     | Harley-Davidson | +2' 51" 4   | 3    |
| 9       | Pentti Korhonen     | Yamaha          | +2' 51" 4   | 2    |
| 10      | Chas Mortimer       | Yamaha          | +3' 39" 3   | 1    |
| 11      | Víctor Palomo       | Yamaha          | +3' 46" 9   |      |
| 12      | Olivier Chevallier  | Yamaha          | +3' 48" 3   |      |
| 13      | Billie Nelson       | Yamaha          | +4' 15" 8   |      |
| 14      | Jean-Paul Boinet    | Yamaha          | +5' 04" 28  |      |
| 15      | Peter Baláž         | Jawa            | +5' 15" 25  |      |
| 16      | Tom Herron          | Yamaha          | +5' 15" 28  |      |
| 17      | Karl Auer           | Yamaha          | +1 Vuelta   |      |
| 18      | Alfred Bajohr       | König           | +1 Vuelta   |      |
| 19      | Géza Repitz         | Yamaha          | +1 Vuelta   |      |
| 20      | Helmut Kassner      | Yamaha          | +1 Vuelta   |      |
| 21      | René Hordelalay     | Yamaha          | +7 Vueltas  |      |
| 22      | Ulrich Graf         | Jawa            | +8 Vueltas  |      |
| 23      | Christian Bourgeois | Yamaha          | +10 Vueltas |      |
| Ret     | János Drapál        | Yamaha          | Ret         |      |
| Ret     | Paul Smart          | Suzuki          | Ret         |      |
| Ret     | Paul Eickelberg     | König           | Ret         |      |
| Ret     | Vic Soussan         | Yamaha          | Ret         |      |
| Ret     | Bosse Granath       | Husqvarna       | Ret         |      |
| Ret     | Walter Villa        | Harley-Davidson | Ret         |      |
| Ret     | Bohumil Staša       | ČZ              | Ret         |      |
| Ret     | Alex George         | Yamaha          | Ret         |      |
| Ret     | John Dodds          | Yamaha          | Ret         |      |
| Ret     | Romeo de Martin     | Yamaha          | Ret         |      |
| Ret     | Jiři Král           | Jawa            | Ret         |      |
| Ret     | Jan Novotny         | Jawa            | Ret         |      |
| Ret     | Rudolf Duba         | Jawa            | Ret         |      |
| Ret     | Kaarlo Koivuniemi   | Kawasaki        | Ret         |      |
| Ret     | Patrick Pons        | Yamaha          | Ret         |      |
| Ret     | Michail Vašiček     | Jawa            | Ret         |      |
| DNQ     | Giorgio Gatti       | Yamaha          | DNQ         |      |
| DNQ     | Jérôme van Haeltert | Yamaha          | DNQ         |      |
| Fuente: |                     |                 |             |      |

## Resultados 250cc
En 250cc, una mala salida del japonés Takazumi Katayama dio la victoria en bandeja a Walter Villa, que de esta manera se aseguraba el título mundial de 250cc. El alemán Dieter Braun cerraba el podio de esta carrera.
| Pos. | Piloto              | Moto            | Tiempo    | Pts. |
| ---- | ------------------- | --------------- | --------- | ---- |
| 1    | Walter Villa        | Harley-Davidson | 48' 15" 7 | 15   |
| 2    | Takazumi Katayama   | Yamaha          | +10" 2    | 12   |
| 3    | Dieter Braun        | Yamaha          | +34" 2    | 10   |
| 4    | Bruno Kneubühler    | Yamaha          | +37"      | 8    |
| 5    | Patrick Pons        | Yamaha          | +49" 4    | 6    |
| 6    | Kent Andersson      | Yamaha          | +1' 13" 3 | 5    |
| 7    | John Dodds          | Yamaha          | +1' 17" 2 | 4    |
| 8    | Chas Mortimer       | Maxton-Yamaha   | +1' 17" 3 | 3    |
| 9    | Thierry Tchernine   | Yamaha          | +1' 26" 8 | 2    |
| 10   | Víctor Palomo       | Yamaha          | +2' 25" 8 | 1    |
| 11   | Jean-Paul Boinet    | Yamaha          |           |      |
| 12   | Vic Soussan         | Yamaha          |           |      |
| 13   | Fosco Giansanti     | Yamaha          |           |      |
| 14   | Rolf Minhoff        | Maico           |           |      |
| 15   | Peter Baláž         | Yamaha          |           |      |
| 16   | Bosse Granath       | Yamaha          |           |      |
| 17   | János Reisz         | Yamaha          |           |      |
| 18   | Bohumil Staša       | Jawa            |           |      |
| 19   | Romeo de Martin     | Yamaha          |           |      |
| 20   | Helmut Kassner      | Yamaha          |           |      |
| 21   | René Hordelalay     | Yamaha          |           |      |
| 22   | Stanislav Klátil    | Jawa            |           |      |
| 23   | Oldřich Kába        | Jawa            |           |      |
| 24   | Karel Chaloupka     | Jawa            |           |      |
| 25   | Zbyněk Havrda       | Jawa            |           |      |
| 26   | Jiři Král           | Jawa            |           |      |
| 27   | Boet van Dulmen     | MZ              |           |      |
| Ret  | Leif Gustafsson     | Yamaha          | Ret       |      |
| Ret  | Paolo Pileri        | Yamaha          | Ret       |      |
| Ret  | Olivier Chevallier  | Yamaha          | Ret       |      |
| Ret  | Michel Rougerie     | Harley-Davidson | Ret       |      |
| Ret  | Stefan Dörflinger   | Yamaha          | Ret       |      |
| Ret  | Harald Bartol       | Yamaha          | Ret       |      |
| Ret  | Christian Bourgeois | Yamaha          | Ret       |      |
| Ret  | János Drapál        | Yamaha          | Ret       |      |
| Ret  | Jürgen Lenk         | Jawa            | Ret       |      |
| Ret  | Jan Novotny         | Jawa            | Ret       |      |
| Ret  | Pavel Vašiček       | Jawa            | Ret       |      |
| Ret  | Josef Bareš         | Jawa            | Ret       |      |
| Ret  | Emanuel Quirenz     | Yamaha          | Ret       |      |
| DNQ  | Karl Auer           | Yamaha          | DNQ       |      |
| DNQ  | Istvan Holmar       | Yamaha          | DNQ       |      |

## Resultados 125cc
En el octavo de litro, triunfo del sueco Kent Anderson, que se aseguraba de esta manera el título mundial de la categoría. El piloto escandinavo estuvo luchando por la victoria con el piloto italiano Paolo Pileri pero en la última curva, sorprendentemente, la moto de Pileri se quedó sin gasolina y tuvo que entrar empujando la moto en segundo lugar.
| Pos. | Piloto             | Moto        | Tiempo    | Pts. |
| ---- | ------------------ | ----------- | --------- | ---- |
| 1    | Kent Andersson     | Yamaha      | 39' 31" 9 | 15   |
| 2    | Paolo Pileri       | Morbidelli  | +30" 4    | 12   |
| 3    | Otello Buscherini  | Malanca     | +30" 8    | 10   |
| 4    | Gert Bender        | Bender      | +1' 11" 6 | 8    |
| 5    | Bruno Kneubühler   | Yamaha      | +1' 11" 9 | 6    |
| 6    | Jürgen Lenk        | MZ          | +2' 39" 7 | 5    |
| 7    | Thierry Tchernine  | Yamaha      | +2' 48" 6 | 4    |
| 8    | Harald Bartol      | Suzuki      | +3' 20" 3 | 3    |
| 9    | Pentti Salonen     | Yamaha      | +3' 59" 9 | 2    |
| 10   | Rudolf Weiss       | Maico       | +4' 19" 6 | 1    |
| 11   | Matti Kinnunen     | Maico       |           |      |
| 12   | Peter Frohnmeyer   | Maico       |           |      |
| 13   | Luigi Rinaudo      | Yamaha      |           |      |
| 14   | Zdenĕk Zidlik      | MZ          |           |      |
| 15   | János Reisz        | Maico       |           |      |
| 16   | Ángel Nieto        | Derbi       |           |      |
| 17   | Istvan Holmar      | MZ          | +1 giro   |      |
| 18   | Günter Maussner    | Maico       |           |      |
| 19   | Bohuslav Vaňous    | VAB         |           |      |
| 20   | Břetislav Herman   | Jawa        |           |      |
| 21   | Karel Sedláček     | MZ          |           |      |
| Ret  | Leif Gustafsson    | Maico       | Ret       |      |
| Ret  | Herbert Rittberger | Yamaha      | Ret       |      |
| Ret  | Hans-Jürgen Hummel | Yamaha      | Ret       |      |
| Ret  | Henk van Kessel    | Bridgestone | Ret       |      |
| Ret  | Bedřich Fendrich   | Ravo        | Ret       |      |
| Ret  | Bohumil Staša      | Jawa        | Ret       |      |
| Ret  | Géza Repitz        | MZ          | Ret       |      |
| Ret  | Zbyněk Havrda      | Ravo        | Ret       |      |
| Ret  | Benjamin Laurent   | Yamaha      | Ret       |      |
| Ret  | Kamil Hrušecky     | Hykati      | Ret       |      |
| Ret  | Morislav Pĕnkava   | Jawa        | Ret       |      |
| Ret  | Aldo Pero          | Carem       | Ret       |      |
| Ret  | Benjamín Grau      | Derbi       | Ret       |      |
| DNS  | Rolf Minhoff       | Maico       | DNS       |      |
| DNS  | Hans Kroismayr     | Maico       | DNS       |      |
| DNQ  | Rolf Blatter       | Maico       | DNQ       |      |
| DNQ  | Günter Schirnhofer | Suzuki      | DNQ       |      |
| DNQ  | Oldřich Kába       | Jawa        | DNQ       |      |
| DNQ  | Karel Gaber        | Maico       | DNQ       |      |
| DNQ  | Jan Barták         | Jawa        | DNQ       |      |

## Resultados 50cc
En la categoría pequeña, el holandés Henk van Kessel se proclama campeón del mundo con su cuarta victoria esta temporada. Muy por detrás de él, aparecieron el belga Julien van Zeebroeck y el alemán Gerhard Thurow, segundo y tercero respectivamente.
| Pos. | Piloto               | Moto         | Tiempo    | Pts. |
| ---- | -------------------- | ------------ | --------- | ---- |
| 1    | Henk van Kessel      | Kreidler     | 38' 46" 5 | 15   |
| 2    | Julien van Zeebroeck | Kreidler     | +19" 1    | 12   |
| 3    | Gerhard Thurow       | Kreidler     | +43" 1    | 10   |
| 4    | Hans-Jürgen Hummel   | Kreidler     | +49" 7    | 8    |
| 5    | Herbert Rittberger   | Kreidler     | +51" 8    | 6    |
| 6    | Theo Timmer          | Jamathi      | +1' 14"   | 5    |
| 7    | Rudolf Kunz          | Kreidler     | +2' 17" 9 | 4    |
| 8    | Jan Huberts          | Kreidler     | +2' 40" 4 | 3    |
| 9    | Harald Bartol        | Kreidler     | +3' 26" 2 | 2    |
| 10   | Rolf Blatter         | Kreidler     | +3' 26" 7 | 1    |
| 11   | Wilhelm Werner       | Kreidler     |           |      |
| 12   | Pentti Salonen       | Tunturi-Puch |           |      |
| 13   | Aldo Pero            | Ringhini     |           |      |
| 14   | Luigi Rinaudo        | Tomos        |           |      |
| 15   | Bedřich Fendrich     | Tatran       |           |      |
| 16   | Boris Bajc           | Kreidler     |           |      |
| 17   | František Kročka     | Tatran       |           |      |
| 18   | Rostislav Antoš      | Kreidler     |           |      |
| 19   | Jérôme van Haeltert  | Kreidler     |           |      |
| 20   | Eduard Klimek        | Kreidler     |           |      |
| 21   | Günter Maussner      | Kreidler     |           |      |
| Ret  | Ulrich Graf          | Kreidler     | Ret       |      |
| Ret  | Stefan Dörflinger    | Kreidler     | Ret       |      |
| Ret  | Norbert Peschke      | Kreidler     | Ret       |      |
| Ret  | Günter Schirnhofer   | Kreidler     | Ret       |      |
| Ret  | František Zohn       | Tatran       | Ret       |      |
| Ret  | Jiři Safránek        | Ahra         | Ret       |      |
| Ret  | Zbyněk Havrda        | Ahra         | Ret       |      |
| Ret  | Otto Krmiček         | Tatran       | Ret       |      |
| DNQ  | Peter Frohnmeyer     | Kreidler     | DNQ       |      |
| DNQ  | Matti Kinnunen       | Kreidler     | DNQ       |      |